# Guardamar del Segura
Guardamar del Segura egy község Spanyolországban, Alicante tartományban. Lakosainak száma 18 111 fő (2024). Guardamar del Segura Elche, Rojales, San Fulgencio és Torrevieja községekkel határos.
Itt torkollik a Segura folyó a Földközi-tengerbe.

## Népesség
A település lakosságának változását az alábbi diagram mutatja:
| Lakosok száma | 9944 | 12 215 | 14 261 | 16 329 | 16 863 | 15 599 | 15 386 | 15 348 | 15 983 | 18 111 |
|               | 2001 | 2004   | 2006   | 2009   | 2011   | 2014   | 2016   | 2019   | 2021   | 2024   |